# Francisco Jiménez Rubio
Francisco Jiménez Rubio fue un político nicaragüense que se desempeñó como Consejero Jefe del Estado de Nicaragua, encargado del Poder Ejecutivo desde el 12 de enero de 1838 hasta el 13 de marzo de 1838 mientras Nicaragua formaba parte de la República Federal de Centroamérica. 
Militó en la corriente conservadora y supervisó la próxima elección de Jefe de Estado, siendo sucedido por José Núñez.